# 정성일
정성일(鄭聖一, 1959년 7월 4일 ~)은 대한민국의 영화 평론가이자 영화 감독이다.

## 생애
독일 문화원에서 후원하는 대학생들의 모임인 '동서 영화 연구회'에서 활동을 시작한 문화원 세대 또는 영화광 1세대의 대표적 인물이다.
영화에 관한 왕성한 집필과 함께 1992년부터 연재한《말》지의 고정 칼럼과 라디오 프로그램《정은임의 FM 영화 음악》을 통해 많은 사람에게 알려졌다. 영화 월간지《로드쇼》의 편집차장과《키노》의 편집장을 지냈으며, 여러 영화제의 프로그래머와 위원으로 활동하면서 영화 아카데미와 한국예술종합학교 등에서 교수로 재임하였다. 영화 감독 데뷔작〈카페 느와르(Café Noir〉는 2009년 제66회 베네치아 영화제 비평가 주간에 초청되었다.

## 저서
- 정성일 편저,『한국영화연구 1』. 임권택, 오늘, 1987.05

- 정성일 저,『임권택이 임권택을 말하다 1,2』, 현실문화연구, 2003.06. (1: ISBN 89-87057-23-2, 2: ISBN 89-87057-24-0)

- 정성일 엮음,『김기덕 - 야생 혹은 속죄양』, 행복한책읽기, 2003.08. (ISBN 89-89571-19-7)

- Chung Sung-ill,『Korean Film Directors - "IM Kwon-taek"』, Seoul Selection, 2007.03. (ISBN 978-89-91913-13-4)

- 정성일 저,『필사의 탐독: 정성일의 한국영화 비평활극』, 바다출판사, 2010.08. (ISBN 9788955615449)

- 정성일 저,『언젠가 세상은 영화가 될 것이다: 정성일, 정우열의 영화편애』, 바다출판사, 2010.08. (ISBN 9788955615432)